# Débat sur le pipeline
Le débat sur le pipeline fut un débat parlementaire canadien du 8 mai au 6 juin 1956. Le débat entoura le financement du pipeline transcanadien (en) et l'influence américaine économie du Canada. La controverse contribua à la défaite électorale de Louis St-Laurent lors des élections de 1957, qui mirent fin à plusieurs années de contrôle des libéraux sur le gouvernement canadien et permettant l'entrée en fonction de John Diefenbaker au poste de premier ministre.

## Début du scandale
Pour répondre aux besoins croissants du Québec et de l'Ontario en gaz naturel provenant de l'Alberta, le ministre du Commerce, Clarence Decatur Howe, décida d'accepter que TransCanada Pipelines, LP, une compagnie privée américaine, construise un pipeline de l'ouest vers l'est. Cependant, la route préconisée par St-Laurent et Howe était plus longue et plus onéreuse que celle qui était plus courte et traversait une partie du territoire américain. Le débat en résultant concernait deux points: le fait que le consortium était détenu uniquement par des intérêts américains, le gouvernement devant donc être prêt à couvrir les dépassements de coûts liés à la route la plus longue, et que la construction par des entreprises américaines amènerait inévitablement le gouvernement à laisser le contrôle du pipeline sous le contrôle américain.
L'opposition officielle, représentée par le Parti progressiste-conservateur et le Parti social démocratique, planifia de retarder la réalisation du projet en opérant une obstruction parlementaire. Les conservateurs étaient contre le fait que les Américains aient un contrôle total sur la construction du pipeline. Les sociaux-démocrates réclamaient que le pipeline soit entièrement la propriété du gouvernement, même si à leur avis, la construction du pipeline était à tout point profitable pour la demande en gaz de l'Est du Canada.

## Le débat
L'opposition apprit que l'accord parlementaire devait être obtenu avant le 6 juin pour que le financement commence comme convenu par le gouvernement libéraux le 1er juillet. L'opposition croyait que passé cette date, l'accord échouerait, ce qui permettrait de négocier un nouveau consortium exclusivement canadien ou entreprise de la couronne.
Pour contrer les plans de l'opposition, les libéraux tentèrent de fermer le débat en forçant le vote final. Durant les échanges pendant lesquels de nombreux députés libéraux furent traités de « chachals »le premier ministre St-Laurent fut observé calmement en train de lire un livre. Deux semaines après le débat, la couverture médiatique permit de montrer au Canadiens les actions antidémocratiques du gouvernement.

## La date-butoir
La journée précédent la date-butoir, le président de la Chambre des communes, Louis-René Beaudoin permit à l'opposition de continuer le débat même le jour suivant la date-butoir. Cette décision mit en furie Howe.
Cependant, le lendemain, Beaudoin annonça que la décision qu'il avait prise la veille était une erreur et causée par une confusion dans les procédures. Il avertit également que tous les évènements suivant 14h15 le jour même ne seraient pas pris en compte. Il n'en nécessita pas moins pour créer le chaos dans le Parlement, et même le chef généralement serein du CCF, Major Coldwell, brandissait son poing en direction de Beaudoin.
L'opposition clama aussi que le premier ministre et Howe avaient incité Beaudoin à revenir sur sa décision. Ainsi, Howe et St-Laurent étaient maintenant libres de garantir les fonds nécessaires le 6 juin. La date-butoir n'était finalement pas le seul moyen de retarder ou d'arrêter les travaux puisque, malheureusement pour Howe et St-Laurent, une grève des employés des compagnies responsables des travaux retarda les travaux pendant moins un an.

## Épilogue
Lorsque le débat fut rendu public, le gouvernement libéral chuta de 10 points dans les sondages. Les parti conservateur utilisa le pipeline pour démontrer à quel point les libéraux étaient devenus arrogants après 21 années consécutives au pouvoir. Lors des élections de 1957, les conservateurs remportèrent un gouvernement minoritaire, qui devint majoritaire après les élections de 1958.
Pour ce qui est du Président de la Chambre, la réputation de Beaudoin fut complètement détruite. Une motion de censure fut déposée par le chef conservateur, George Drew, encontre lui, mais la motion fut défaite en raison de l'opposition majoritaire des Libéraux. Plus tard, un journal publia une lettre écrite par Beaudoin et dans laquelle il critiqua l'attitude de plusieurs membres de l'opposition durant le débat. Montrant la perte de neutralité nécessaire à sa position, il voulut démissionner de son poste de président et quitta la politique en 1958.